# Applause (chanson)
Pour les articles homonymes, voir Applause.
Singles de Lady Gaga
Marry the Night
(2011) Do What U Want
(2013)
Applause est une chanson de la chanteuse américaine Lady Gaga. Il s’agit du premier single de son quatrième album studio, Artpop. Le morceau est écrit par DJ Snake, Martin Bresso, Julien Arias, Nicolas Mercier et Lady Gaga, et il est composé par DJ Snake, Guess Steve, Julien Arias, Nicolas Mercier et Lady Gaga.
Après plusieurs allusions faites à propos de ce titre depuis la fin de l'année 2012, la chanteuse confirme le 28 juillet 2013 qu'Applause est bien le titre du premier single et qu'il sortira le 12 août 2013, bien que cette date avait déjà été dévoilée quelques semaines plus tôt par un tweet. Elle dévoile également la pochette de ce single, représentant Gaga maquillée d'une poudre blanche avec des teintes colorées. Elle déclare dans une interview pour le magazine de mode américain Women's Wear Daily : « Je veux savoir ce que vous voyez », lorsqu'elle parle de cette pochette. À la suite de nombreuses fuites sur Internet, Lady Gaga décide de sortir le single une semaine avant la date prévue. Le titre s'est vendu à non moins de 5 millions d'exemplaires à travers le monde.

## Genèse
Lady Gaga a d'abord révélé le titre de la chanson en novembre 2012 par le biais de son site web de réseautage social, déclarant : « I Live for the APPLAUSE ». Elle tweeta le 4 janvier 2013 une autre partie des paroles : « If only Fame came in IV form could I bare being away from you. I live for the way that you cheer and scream for me. The Applause ».
Le 24 juillet 2013, Tara Savelo, maquilleuse et complice de la chanteuse, posta via le site internet LittleMonsters.com, une photographie de Lady Gaga cachant une toile sur laquelle semble se tenir la pochette du single. Au-dessus de cette représentation se trouve le mot “APPLAUSE” et dans une écriture beaucoup plus petite, une signature faite par Lady Gaga avec la date de sortie du single — le 19 août 2013. Plus tard, Gaga posta toujours via LittleMonsters.com des paroles écrites à la main avec un visuel de la chanson. Les paroles ont été légèrement remaniées à partir de la première version qui a été révélée un an plus tôt.
Le 28 juillet 2013, Lady Gaga repris son compte Twitter pour annoncer qu'à cause d'une « trop forte anticipation », la pré-commande d'ARTPOP a été avancée au 19 août, et ajoutant que son single, Applause sortirait le même jour également. Cela a donc confirmé toutes les spéculations comme quoi il s'agirait du premier single. L'illustration pour le single a été dévoilée le même jour sur le site web de Women's Wear Daily. Celle-ci a été réalisée par Inez & Vinoodh, qui ont conçu les photos promo et le clip vidéo de Applause.

## Interprétations scéniques
La première interprétation publique de la chanson a lieu lors de la cérémonie des MTV Video Music Awards 2013, le 25 août 2013 à Brooklyn. Elle donne également un concert dans le cadre du ITunes Festival le 1er septembre 2013 à Londres où elle interprète le premier single Applause  avec de nouveaux titres de l'album.

## Pochette
La pochette est révélée le 29 juillet par Gaga sur Twitter, Facebook et Women's Wear Daily. Elle représente la chanteuse habillée en façon Pierrot, maquillée d'un arc-en-ciel de peinture sur son visage. Ses cheveux sont cachés par une tenue noire. Elle a été prise lors du tournage du clip vidéo par Inez Van Lamsweerde et Vinood Matadin.

## Clip vidéo
Le clip vidéo a été dirigé par le couple néerlandais Inez & Vinoodh. Il a été dévoilé en avant première le 19 août 2013 durant l'émission américaine Good Morning America et retransmit en direct sur des écrans à Times Square. Le clip est officiellement mis sur YouTube le même jour et devient la quatrième vidéo parmi les plus vues sur Youtube en 24 heures avec 10,5 millions de visites selon Vevo. La vidéo s'inspire notamment de films connus tels que Le Magicien d'Oz ou encore Black Swan. Le clip est diffusé  avec une signalétique (déconseillé aux moins de 10 ans) pour "références sexuelles" sur CStar.

## Liste des pistes et formats
| - Téléchargement digital 1. Applause – 3:32 - CD single 1. Applause – 3:32 2. Applause (Instrumental) – 3:32 - Remixes digitaux 1. Applause (Empire of the Sun Remix) – 4:08 2. Applause (Viceroy Remix) – 4:27 3. Applause (Purity Ring Remix) – 3:04 4. Applause (Bent Collective Club Mix) – 7:26 5. Applause (DJ White Shadow Electrotech Remix) – 5:49 6. Applause (Fareoh Remix) – 4:52 7. Applause (DJ White Shadow Trap Remix) – 4:09 8. Applause (Goldhouse Remix) – 4:34 |

## Crédits
| - Lady Gaga – Chant - Écriture - Stefani Germanotta, Paul "DJ White Shadow" Blair | - Production - Stefani Germanotta, Paul "DJ White Shadow" Blair, Dino Zisis, Nick Monson, Martin Bresso, DJ Snake |

Crédits extraits des lignes de note de la pochette album de Artpop Interscope Records, Streamline, Kon Live.

## Classement et certifications
| Classement (2013)                       | Meilleure position |
| --------------------------------------- | ------------------ |
| Allemagne (Media Control AG)            | 5                  |
| Australie (ARIA)                        | 11                 |
| Autriche (Ö3 Austria Top 40)            | 6                  |
| Belgique (Flandre Ultratop 50 Singles)  | 10                 |
| Belgique (Wallonie Ultratop 50 Singles) | 5                  |
| Canada (Hot 100)                        | 4                  |
| Corée du Sud (Gaon International)       | 1                  |
| Costa Rica (Top 40 Airplay)             | 1                  |
| Croatie                                 | 2                  |
| Danemark (Tracklisten)                  | 6                  |
| Espagne (PROMUSICAE)                    | 1                  |
| États-Unis (Hot 100)                    | 4                  |
| États-Unis (Digital Songs)              | 6                  |
| États-Unis (Dance Club Songs)           | 1                  |
| Finlande (Suomen virallinen lista)      | 10                 |
| France (SNEP)                           | 3                  |
| Grèce (Digital songs Billboard)         | 1                  |
| Hongrie (Rádiós Top 40)                 | 3                  |
| Hongrie (Single Top 40)                 | 1                  |
| Hongrie (Dance Top 40)                  | 29                 |
| Irlande (IRMA)                          | 9                  |
| Italie (FIMI)                           | 2                  |
| Japon (Hot 100)                         | 6                  |
| Norvège (VG-lista)                      | 8                  |
| Nouvelle-Zélande (RMNZ)                 | 7                  |
| Pays-Bas (Single Top 100)               | 15                 |
| Portugal (Top 50)                       | 18                 |
| Tchéquie (IFPI Rádio)                   | 20                 |
| Royaume-Uni (UK Singles Chart)          | 5                  |
| Slovaquie (IFPI Rádio)                  | 18                 |
| Suède (Sverigetopplistan)               | 17                 |
| Suisse (Schweizer Hitparade)            | 7                  |

| Pays                     | Certification | Ventes     |
| ------------------------ | ------------- | ---------- |
| Australie (ARIA)         | Platine       | 70 000     |
| Canada (Music Canada)    | 2 × Platine   | 160 000    |
| Danemark (IFPI)          | Platine       | 30 000     |
| Espagne (Promusicae)     | Or            | 20 000     |
| Italie (FIMI)            | Platine       | 60 000     |
| Japon (RIAJ)             | Or            | 300 000    |
| Mexique (AMPROFON)       | Platine       | 60 000     |
| Nouvelle-Zélande (RIANZ) | Or            | 7 500      |
| France (RIANZ)           | Or            | 60 000     |
| Suède (GLF)              | 2 × Platine   | 80 000     |
| Venezuela (APFV)         | 2 × Platine   | 20 000     |
| Royaume-Uni (BPI)        | Platine       | 600 000,   |
| États-Unis (RIAA)        | 3 × Platine   | 2 700 000, |